# Orlando Ribeiro
Orlando Ribeiro de Oliveira (nacido el 9 de enero de 1967), conocido como Orlando Ribeiro o simplemente Orlando, es un exfutbolista y entrenador brasileño de fútbol.

## Trayectoria

### Como futbolista
Comenzó su carrera con la configuración juvenil de Juventus-SP a la edad de 11 años. Después de aparecer con el primer equipo, jugó para Ituano antes de unirse al Atlético Mineiro de la Série A de Brasil en 1993.
Orlando regresó a Ituano en 1994 y pasó a jugar en clubes de su estado natal, como São Carlos, Francana, União Barbarense, Santo André, Etti Jundiaí y São José-SP antes de retirarse a la edad de 37 años. Con União Barbarense ganó el Campeonato Paulista Série A2 de 1998. 

### Como entrenador
En 2010 ingresó al São Paulo como evaluador técnico, siendo nombrado entrenador de la sub-15 al año siguiente. Se hizo cargo de la sub-17 en 2014, antes de reemplazar a André Jardine al frente de la categoría sub-20 el 21 de marzo de 2018.
Ribeiro fue despedido por el Tricolor el 16 de febrero de 2021, y fue nombrado responsable de la categoría sub-17 del Palmeiras el 22 de julio.
El 28 de febrero de 2022, abandonó el Palmeiras para hacerse cargo de la escuadra sub-20 del Santos. El 12 de septiembre de ese mismo año fue nombrado entrenador interino del primer equipo en sustitución de Lisca. A finales de mes se mantuvo como entrenador principal hasta el final de la temporada.

## Clubes

### Como futbolista
| Club             | País   | Año       |
| ---------------- | ------ | --------- |
| Juventus-SP      | Brasil | 1985-1989 |
| Ituano           | Brasil | 1990-1993 |
| Atlético Mineiro | Brasil | 1993      |
| Ituano           | Brasil | 1994      |
| Londrina         | Brasil | 1995      |
| Sãocarlense      | Brasil | 1996      |
| Francana         | Brasil | 1997      |
| União Barbarense | Brasil | 1998      |
| Santo André      | Brasil | 1998      |
| Náutico          | Brasil | 1999      |
| Etti Jundiai     | Brasil | 1999      |
| São José-SP      | Brasil | 2000      |
| Santo André      | Brasil | 2001      |
| Mirassol         | Brasil | 2002      |
| Vilanova         | Brasil | 2003      |
| Noroeste         | Brasil | 2004      |

## Palmarés

### Jugador
Juventus-SP
- Copa São Paulo de Futebol Júnior: 1985

União Barbarense
- Campeonato Paulista Série A2: 1998

### Entrenador
Sao Paulo
- Copa São Paulo de Futebol Junior: 2019